# كوبرستاون (نيويورك)
كوبرستاون (بالإنجليزية: Cooperstown, New York)‏ هي بلدة تقع في الولايات المتحدة في مقاطعة أوتسيغو، نيويورك. يقدر عدد سكانها بـ 1,852 نسمة ومساحتها 4.7 كم2 وترتفع عن سطح البحر 374 متر.

## المناخ
يظهر الجدول التالي التغييرات المناخية على مدار السنة لكوبرستاون:
| البيانات المناخية لـكوبرستاون       | البيانات المناخية لـكوبرستاون | البيانات المناخية لـكوبرستاون | البيانات المناخية لـكوبرستاون | البيانات المناخية لـكوبرستاون | البيانات المناخية لـكوبرستاون | البيانات المناخية لـكوبرستاون | البيانات المناخية لـكوبرستاون | البيانات المناخية لـكوبرستاون | البيانات المناخية لـكوبرستاون | البيانات المناخية لـكوبرستاون | البيانات المناخية لـكوبرستاون | البيانات المناخية لـكوبرستاون | البيانات المناخية لـكوبرستاون |
| الشهر                               | يناير                         | فبراير                        | مارس                          | أبريل                         | مايو                          | يونيو                         | يوليو                         | أغسطس                         | سبتمبر                        | أكتوبر                        | نوفمبر                        | ديسمبر                        | المعدل السنوي                 |
| ----------------------------------- | ----------------------------- | ----------------------------- | ----------------------------- | ----------------------------- | ----------------------------- | ----------------------------- | ----------------------------- | ----------------------------- | ----------------------------- | ----------------------------- | ----------------------------- | ----------------------------- | ----------------------------- |
| الدرجة القصوى °ف (°م)               | 65 (18)                       | 64 (18)                       | 87 (31)                       | 93 (34)                       | 92 (33)                       | 94 (34)                       | 99 (37)                       | 98 (37)                       | 97 (36)                       | 88 (31)                       | 79 (26)                       | 66 (19)                       | 99 (37)                       |
| متوسط درجة الحرارة الكبرى °ف (°م)   | 30.4 (−0.9)                   | 33.9 (1.1)                    | 42.3 (5.7)                    | 56.3 (13.5)                   | 67.7 (19.8)                   | 75.7 (24.3)                   | 79.9 (26.6)                   | 78.2 (25.7)                   | 70.6 (21.4)                   | 58.9 (14.9)                   | 47.0 (8.3)                    | 35.2 (1.8)                    | 56.3 (13.5)                   |
| متوسط درجة الحرارة الصغرى °ف (°م)   | 11.9 (−11.2)                  | 13.4 (−10.3)                  | 21.2 (−6.0)                   | 33.0 (0.6)                    | 42.9 (6.1)                    | 52.5 (11.4)                   | 56.8 (13.8)                   | 55.7 (13.2)                   | 48.1 (8.9)                    | 37.4 (3.0)                    | 29.5 (−1.4)                   | 19.0 (−7.2)                   | 35.1 (1.7)                    |
| أدنى درجة حرارة °ف (°م)             | −33 (−36)                     | −34 (−37)                     | −19 (−28)                     | 5 (−15)                       | 19 (−7)                       | 28 (−2)                       | 35 (2)                        | 29 (−2)                       | 21 (−6)                       | 12 (−11)                      | −12 (−24)                     | −30 (−34)                     | −34 (−37)                     |
| الهطول إنش (مم)                     | 2.94 (75)                     | 2.60 (66)                     | 3.30 (84)                     | 3.65 (93)                     | 3.88 (99)                     | 4.46 (113)                    | 4.28 (109)                    | 4.13 (105)                    | 3.90 (99)                     | 4.14 (105)                    | 3.33 (85)                     | 3.03 (77)                     | 43.65 (1٬109)                 |
| متوسط تساقط الثلوج إنش (سم)         | 22.9 (58)                     | 19.2 (49)                     | 15.2 (39)                     | 4.0 (10)                      | .1 (0.25)                     | 0 (0)                         | 0 (0)                         | 0 (0)                         | 0 (0)                         | .5 (1.3)                      | 5.8 (15)                      | 17.5 (44)                     | 85.2 (216)                    |
| متوسط أيام هطول الأمطار (≥ 0.01 in) | 14.0                          | 11.4                          | 12.5                          | 12.6                          | 13.2                          | 12.9                          | 10.9                          | 11.0                          | 11.1                          | 13.0                          | 12.9                          | 13.9                          | 149.4                         |
| متوسط الأيام المثلجة (≥ 0.1 in)     | 11.9                          | 10.0                          | 7.0                           | 2.2                           | .2                            | 0                             | 0                             | 0                             | 0                             | .4                            | 4.1                           | 9.6                           | 45.4                          |
| المصدر: NOAA                        |                               |                               |                               |                               |                               |                               |                               |                               |                               |                               |                               |                               |                               |

## أعلام
- باول فينيمور كوبر
- جون باترسون
- نانسي دوبري
- أمبروز دبليو. كلارك
- ستيفن كارلتون كلارك
- جيمس فينيمور كوبر
- صموئيل نيلسون
- شارون جونز
- كينيث بينبريدج
- هال شوماخر